# Traveloka
Traveloka (PT Trinusa Travelindo) – indonezyjski serwis internetowy służący do rezerwacji biletów lotniczych i zakwaterowania. Platforma została założona w 2012 roku.
Siedziba Traveloka mieści się w Dżakarcie. Usługi Traveloka są dostępne w krajach Azji Południowo-Wschodniej oraz w Australii, a witryna internetowa traveloka.com jest dostępna w pięciu językach: angielskim, indonezyjskim, malezyjskim, tajskim i wietnamskim. Przedsiębiorstwo oferuje również usługi finansowe.
W maju 2018 r. serwis traveloka.com był 109. stroną WWW w Indonezji pod względem popularności (według rankingu Alexa Internet).